# Нова Галеника
Нова Галеника (често и само Галеника) је градско насеље у Београду, које се налази на територији општине Земун. Настало је 1960-их година и име је добило по фабрици лекова „Галеника”, која се налази у непосредној близини насеља.

## Локација
Нова Галеника се налази на северозападном крају Земуна. То је насеље са стамбеним и индустријским објектима, ограничено Батајничким друмом на северу и Новосадским путем на југу. Граничи се са насељима Говеђи Брод на северу, Горњи Град на истоку, Земун Бачка на југоистоку, Алтина на југу, док се на западу граничи са фабриком „Галеника”.

## Историјат
Насеље је новијег типа и почело је да се гради 1964. године, након пресељења фабрике лекова „Галеника” са њене првобитне локације у улици Отона Жупанчича на Новом Београду. Од тада датира и само име насеља — Нова Галеника, које се односи на нову локацију фабрике, мада се често име насеља погрешно повезује са старим и новим делом насеља. У новије време све чешће се као назив насеља помиње само Галеника.
Ово насеље било је прво плански грађено предграђе Земуна, на месту где су се раније налазили воћњаци и виногради. Било је прво предвиђено за око 6.000 становника (најпре за раднике околних фабрика), али је касније одлучено да се прошири. У првом периоду градње, изграђене су двоспратне стамбене зграде, које су биле двотипне — са две и четири стамбене јединице. Први период градње завршен је 1968. године и до тада је било изграђено укупно 1.640 стамбених јединица. Пројектанти овог дела насеља били су архитекти Љиљана и Драгољуб Бакић, са групом сарадника, а радове су изводила предузећа „Солидарност” из Земуна и „Седми јули” из Београда. У овом периоду био је уређен и централни део насеља.
Године 1975. отпочела је изградња вишеспратница на северној и јужној страни насеља. Гардња је уз одређене прекиде, трајала до 1988. године, а изводило ју је грађевинско предузеће „Седми јули”. Тада је изграђено 2.656 станова. Пројектанти овог дела насеља били су архитекте Љиљана и Драгољуб Бакић. Због црних кровова, ове зграде добиле су популарни назив „Црне удовице”.

## Карактеристике
Стамбени део насеља има неколико мањих паркова са игралиштима, као и бројне спортске терене за кошарку, фудбал и одбојку. Око насеља постоји и пешачка стаза. Велики трговински ланци имају своје супермаркете у насељу (Идеа, Макси, итд).
Нова Галеника је веома добро повезана са остатком Земуна јавним градским превозом. Кроз насеље саобраћају аутобуси на линијама — 84 и 612, чије се окретнице налазе у центру насеља, као и аутобуси 703 и 707. У непосредној близини насеља налазе се стајалишта аутобуса 17, 73, 85, 704, 705, 706 и 706Е , као и ноћних линија 704 и 706. Према попису из 2002, Месна заједница Нова Галеника имала је 12.533 становника.
У насељу се налази основна школа „Михаило Пупин”, која је након више година градње, завршена 2009. године. Такође насеље има и две предшколске установе. У непосредној близини насеља, на око 250 метара протиче река Дунав, а од 2014. године се налази и Пупинов мост.
И насељу се сваке године одржава турнир у малом фудбалу под називом - Галеника куп.